# Meg Giry
Meg Giry è un personaggio immaginario creato da Gaston Leroux per il suo celebre romanzo “Il Fantasma dell'Opera”. Il ruolo che ricopre nel romanzo di Leroux è marginale, ma assume maggior importanza nel musical di Andrew Lloyd Webber “The Phantom of the Opera” e, soprattutto, in “Love Never Dies”.

## Nel romanzo
Nel romanzo di Leroux Meg viene chiamata generalmente “la piccola Giry”. Meg è la figlia di Madame Giry ed è una ballerina di fila all'Opéra Garnier di Parigi.
Viene descritta da Leroux come una ragazza con occhi di pece, capelli d'inchiostro, carnagione bruna, tutta pelle e ossa come una prugna. Ha un comportamento un po' aspro.
Il Fantasma dell'Opera ha promesso alla madre Madame Giry che Meg sarebbe diventata Baronessa di Barbazac, e quindi l'anziana donna si mette subito al servizio del fantomatico individuo. Non è amica di Christine Daaé, anzi ne parla male con il conte Philippe.

## Nel musical
Nel musical di Andrew Lloyd Webber “The Phantom of the Opera”, il personaggio di Meg cambia radicalmente ed assume importanza. Innanzitutto diventa più bella, con lunghi capelli biondi ed occhi azzurri, con un carattere dolce ed innocente, tanto da credere nell'Angelo della musica di Christine (nel musical sono amiche).
Sua madre, Madame Giry, è la maitresse del balletto del teatro, e suggerisce ai nuovi impresari di usare Christine come sostituta di Carlotta Giudicelli nella nuova produzione dell'Hannibal di Chalumeau.
Quando il Fantasma uccide il tenore Ubaldo Piangi, Meg si precipita con la folla inferocita nei sotterranei del teatro per cercare l'assassino. È la prima ad entrare nel covo del Fantasma ed è colei che ne trova la maschera abbandonata. 
In alcune produzioni Meg sostituisce Joseph Buquet nella canzone “Magical Lasso”.

## In "Love Never Dies"
Nel musical di Andrew Lloyd Webber "Love Never Dies", il personaggio di Meg assume ulteriore importanza, tanto da diventare l'antagonista principale dello spettacolo.
Dopo essere fuggita negli Stati Uniti con Madame Giry ed il Fantasma, riesce a ottenere molto denaro prostituendosi con uomini molto importanti; quando il Fantasma, grazie a questo denaro, aprirà il suo parco divertimenti, lei ci lavorerà come spogliarellista, adottando il nome d'arte di "Ooh-la-la-Girl".
Ma la sua segreta speranza è quella che il fantasma (che ama segretamente), noti il suo talento e la renda una cantante brava quanto Christine. Ma quando scopre che il Fantasma è ancora innamorato della sua vecchia amica, impazzirà a tal punto da uccidere Christine.

## Interpreti
Nel musical di Andrew Lloyd Webber Meg è stata interpretata da Elisa Heinsohn (cast originale di Broadway), Catherine Ulissey, Tener Brown, Geralyn Del Corso, Jennifer Dawn Stillings, Joelle Gates, Heather McFadden, Kara Klein, Paloma Garcia-Lee, Janet Devenish e Heidi Ann O'Brien.
Nella transposizione cinematografica del 2004 è stata interpretata da Jennifer Ellison.
In Love Never Dies Meg è interpretata da Summer Strallen.